# Доу, Нил
Нил Доу (англ. Neal Dow; 20 марта 1804 — 2 октября 1897) — американский политик и мэр Портленда, штат Мэн (1851—52; 1855—56). Известный как противник алкоголя он получил прозвище «Наполеона трезвости» и «Отца сухого закона». Доу родился в семье квакеров в Портленде и с юных лет считал алкоголь причиной многих проблем общества, стремясь запретить его с помощью законодательства. В 1850 году Доу был избран президентом Союза трезвости штата Мэн, а в следующем году он был избран мэром Портленда. Вскоре после этого, во многом благодаря усилиям Доу, законодательный орган штата запретил продажу и производство алкоголя, приняв закон, ставший известным как «Закон штата Мэн». Дважды занимая пост мэра Портленда, Доу энергично обеспечивал соблюдение закона и призывал к все более суровым наказаниям для нарушителей. В 1855 году его противники устроили беспорядки, в ответ на что он приказал милиции штата стрелять в толпу. Один человек погиб, несколько получили ранения, а когда общественная реакция на насилие обернулась против политика, Доу решил не баллотироваться на переизбрание.
Позже Доу был избран на два срока в Палату представителей штата Мэн, но вышел в отставку после финансового скандала. После начала гражданской войны Доу присоединился к армии Союза и в конечном итоге получил звание бригадного генерала. Он был ранен при осаде Порт-Гудзона и позже взят в плен. После обмена на другого офицера в 1864 году Доу ушел из армии и снова посвятил себя сухому закону. Он выступал по всем Соединенным Штатам, Канаде и Великобритании в поддержку этого дела. В 1880 году Доу стал кандидатом от Партии запрета на пост президента Соединенных Штатов. После поражения на выборах он продолжал писать и выступать от имени движения за сухой закон вплоть до своей смерти в возрасте 93 лет.

## Молодость и семья
Доу родился в Портленде 20 марта 1804 года, в семье Джозайи Доу и Доркас Аллен Доу. Джозайя Доу был квакером и фермером родом из Нью-Гэмпшира; Доркас Аллен также была квакером и принадлежала к преуспевающей семьи штата Мэн. У них было трое детей, из которых Нил был средним ребенком и единственным сыном. После женитьбы отец Доу открыл кожевенный завод, который стал успешным бизнесом. После посещения квакерской школы в Нью-Бедфорде в Массачусетсе и дальнейшего обучения в Портлендской академии Эдварда Пейсона, Доу последовал за своим отцом и стал кожевником в 1826 году. Он был одним из первых жителей Портленде, применивших паровую энергию в процессе дубления.
В детстве Доу был вспыльчивым и любил драться с юных лет. Разбогатев в более позднем возрасте, он любил носить красивую одежду, в отличие от других квакеров, традиционно предпочитающих одеваться просто. От своей семьи Доу перенял бережливость и воздержание от алкоголя и табака. Доу стремился избегать обязательных сборов в ополчение, когда ему исполнилось 18 лет, по большей части из-за пьянства, которым в те годы часто занимались ополченцы, а не из-за веры квакеров в пацифизм. Вместо этого он присоединился к добровольной пожарной команде, члены которой были освобождены от сборов. В 1827 году Доу лоббировал в законодательном собрании Мэна реформу пожарных команд с целью повышения их эффективности. В том же году он выступил против того, чтобы его пожарная компания подала алкоголь на праздновании своей годовщины; в итоге был достигнут компромисс и на праздновании подавали только вино, а не крепкие напитки. Иногда Доу позволял своим взглядам мешать его обязанностям; так, после того, как его повысили до начальника пожарной охраны, он позволил винному магазину сгореть дотла.

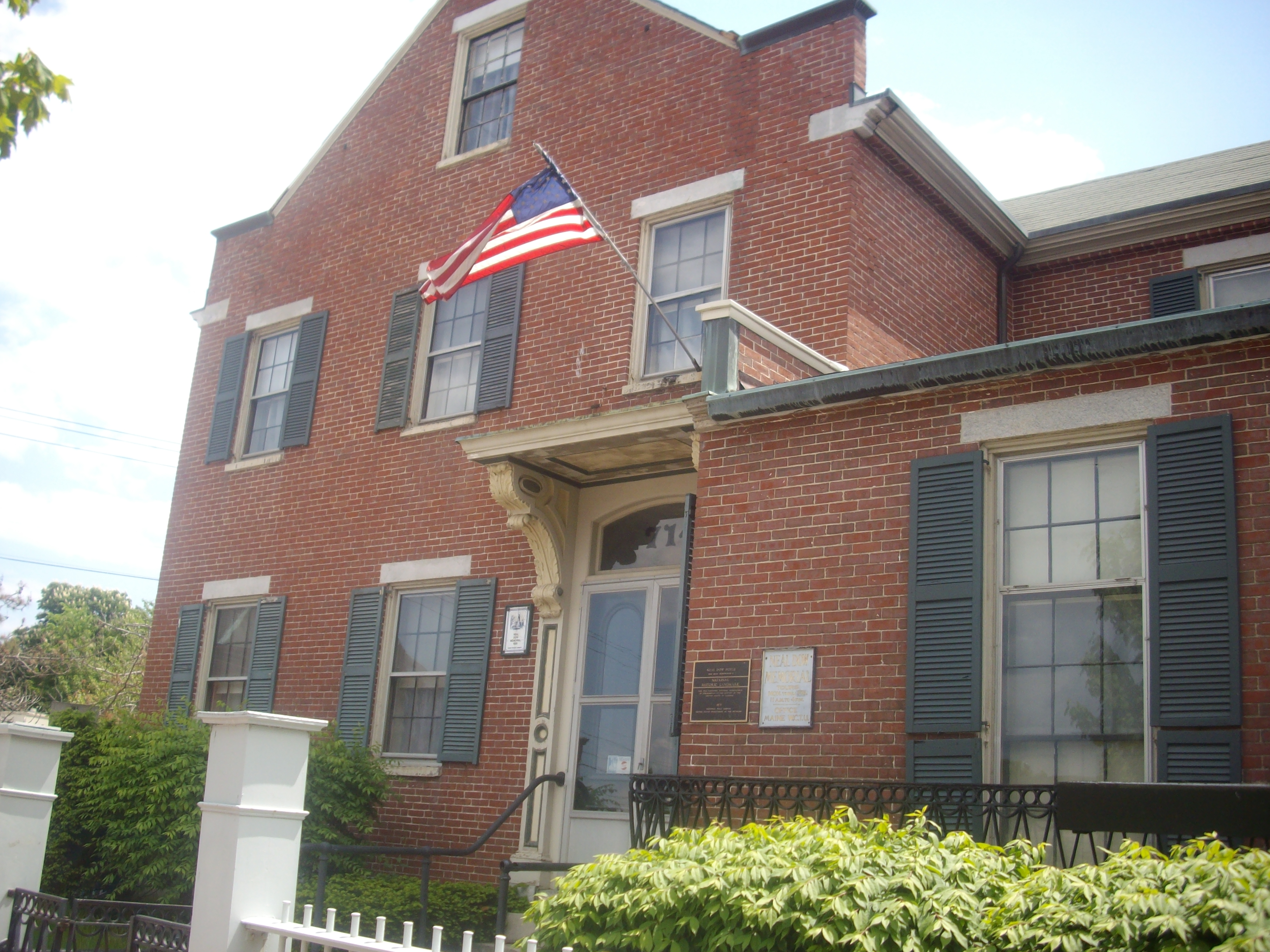
Дом Нила Доу в Портленде

В следующем году Доу встретил свою будущую жену, Марию Корнелию Мейнард, дочь торговца из Массачусетса, они поженились 20 января 1830 года. В течение следующих двадцати лет у них родилось девять детей, пятеро из которых (два сына и три дочери) пережили младенчество. Мария Корнелия была конгрегационалисткой, и Доу регулярно посещал с ней службы во Второй приходской церкви, хотя он так и не стал ее членом. Их дом, построенный на Конгресс-стрит в Портленде в 1829 году, был преобразован в музей после смерти Доу и управляется местным отделением Женского христианского союза трезвости как дом Нила Доу.

## Борьба с алкоголем
В 19 веке средний американский мужчина потреблял примерно в три раза больше алкоголя, чем его потомки в наше время. В своих мемуарах Доу вспоминал, что в Портленде значительная часть заработной платы рабочего человека состояла из ежедневной порции рома. Он считал, что алкоголь является причиной краха отдельных людей, семей и состояний, часто указывая своей семье на ветхие дома или предприятия и говоря: «это сделал ром». Стремление Доу изменить людей посредством изменения их окружения выросло из религиозных движений второго великого пробуждения.
Многие граждане Портленда среднего и высшего класса, включая Доу, считали, что пьянство представляет большую угрозу моральному и финансовому благополучию города. В 1827 году он стал одним из основателей Общества трезвости штата Мэн. Первоначально группа сосредоточила свои усилия на дистиллированных напитках, но к 1829 году Доу заявил, что будет воздерживаться от любого алкоголя. В то же время он связался с антимасонскими и антирабовладельческими движениями и стал больше заниматься политикой. На президентских выборах 1832 года, недовольный как Эндрю Джексоном, так и Генри Клеем, Доу поддержал Уильяма Вирта, кандидата от антимасонской партии.
В 1837 году Общество трезвости штата Мэн раскололось по вопросу о том, следует ли им стремиться запретить вино также как и крепкие спиртные напитки; Доу встал на сторону антивинных сил, которые сформировали свою собственную организацию под названием Союз трезвости штата Мэн. В том же году Джеймс Эпплтон, член партии вигов и законодательного собрании штата, предложил принять сухой закон и получил решительную поддержку от Доу. Однако эта попытка не увенчалась успехом. Эпплтон предлагал аналогичный закон в 1838 и 1839 годах, но, несмотря на все его и Доу усилия, он так и не был принят.
Доу часто помогал кандидатам-вигам и воспринимал демократов как орудие алкогольной индустрии. Вигский губернатор Мэна Эдвард Кент в 1841 году в качестве награды за его усилия предоставил Доу звание полковника в ополчении штата, несмотря на отсутствие у него военного опыта. Тем не менее Доу не считал себя «партийцем в политическом понимании этого термина» и не стеснялся призывать своих сторонников голосовать против любого вига, которого он считал недостаточно антиалкогольным.
В начале 1840-х годов Доу занимался своим кожевенным бизнесом, но также находил время, чтобы поощрять отдельных пьющих людей воздерживаться от спиртного. В 1842 году он и его союзники добились того, чтобы городское правительство в Портленде потребовало лицензий для торговцев спиртными напитками и преследовало нелицензированных продавцов; референдум по этому вопросу показал, что большая часть жителей поддержала эту меру. В следующем году демократы победили на выборах в городское правительство, заменив более дружественных к сухому закону вигов, и многие продавцы спиртных напитков возобновили свою торговлю, поскольку судебные преследования были отложены на неопределенный срок. Доу продолжал свои публичные выступления по всему штату, несмотря на то, что однажды на него напал человек, нанятый торговцем спиртными напитками.
В 1846 году Доу выступил перед законодательным собранием в поддержку запрета на спиртное по всему штату. Законопроект был принят, но не имел механизмов принуждения, необходимых для его реализации. В следующем году Доу баллотировался в законодательный орган штата на дополнительных выборах, но с небольшим перевесом проиграл. В 1850 году, вступив в новую Партию свободной земли, он призвал единомышленников-законодателей принять более строгий запретительный закон. Они так и сделали, но демократический губернатор Джон Винчестер Дана наложил на него закон вето, после чего законодательному собранию не хватило одного голоса, чтобы преодолеть его.

### Мэр Портленда

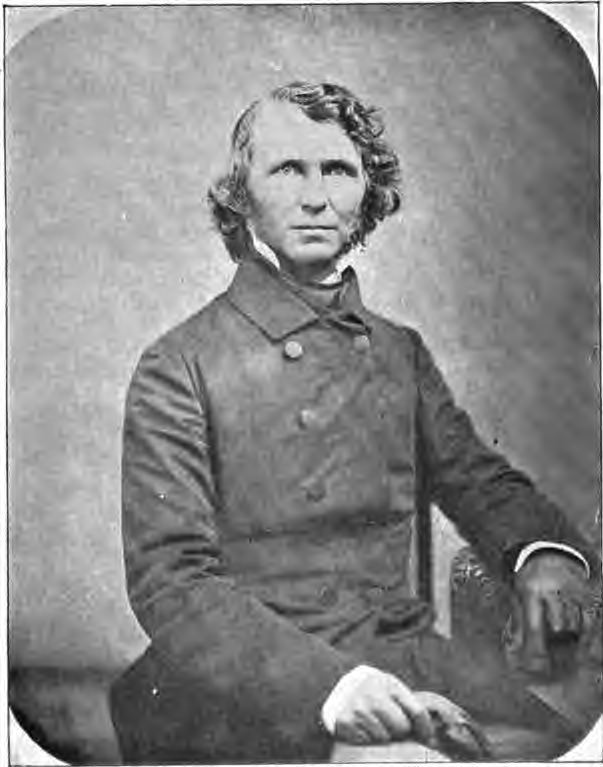
Доу в середине 1850-х годов

В 1850 году Доу был избран президентом Союза трезвости штата Мэн. В следующем году он баллотировался на пост мэра Портленда от партии вигов и был избран 1332 голосами против 986. В течение месяца после вступления в должность он лоббировал в законодательном собрании штата принятие закона о запрете алкоголя на всей территории штата, который был подписан губернатором Джоном Хаббардом 2 июня. Мэн стал первым штатом, запретившим алкоголь, после чего закон стал известен по всей стране как «закон штата Мэн». Принятие закона принесло Доу национальную известность, вскоре за ним закрепилось прозвище «Наполеон трезвости», и в августе он был главным докладчиком на Национальном съезде сторонников трезвости в Нью-Йорке.
После того, как закон штата Мэн вступил в силу, Доу предоставил торговцам спиртными напитками двухнедельный льготный период для продажи своих запасов за пределами штата, а затем начал конфискации. Его усилия по обеспечению соблюдения закона быстро вынудили респектабельные питейные заведения закрыться, но менее фешенебельные салуны, особенно те, которые посещали бедные и иммигрантские жители Портленда, просто переместили свою деятельность в секретные места. Несмотря на это, Доу заявил в обращении к городскому совету, что он ликвидировал все, кроме «нескольких секретных винных магазинов».
Несмотря на свою растущую национальную известность, Доу продолжал сталкиваться с оппозицией на родине. И Доу, и его оппоненты участвовали в анонимных газетных кампаниях друг против друга, часто делая личные нападки наряду с политическими аргументами. На муниципальных выборах 1852 года демократы выдвинули кандидатуру Альбиона Пэрриса, бывшего губернатора и сенатора, чтобы баллотироваться против Доу. В то время как демократы сплотились вокруг своего кандидата, энергичное соблюдение Доу запрета разделило его партию, в результате чего в двух округах виги выдвинули другого кандидата вместо него. Доу проиграл выборы и обвинил в этом ирландских иммигрантов.
После своего поражения Доу продолжил продвигать сухой закон по всей стране, который распространился на одиннадцать штатов. Также он приложил усилия, чтобы опровергнуть обвинения, выдвинутые его врагами в том, что закон штата Мэн был неэффективен и что пьянство на самом деле возросло в Портленде за время пребывания Доу у власти. В 1854 году Доу снова безуспешно баллотировался на пост мэра; когда партия вигов начала распадаться, Доу привлек поддержку со стороны нативистов из партии незнаек. К следующему году эта партия начала объединяться с вигами, выступавшими против рабства, в новую Республиканскую партию. Вскоре они взяли под контроль законодательный орган штата и, при поддержке Доу, усилили положения закона штата Мэн по обеспечению соблюдения закона. Доу снова баллотировался на пост мэра в 1855 году и был с небольшим перевесом избран.

### Портлендский ромовый бунт

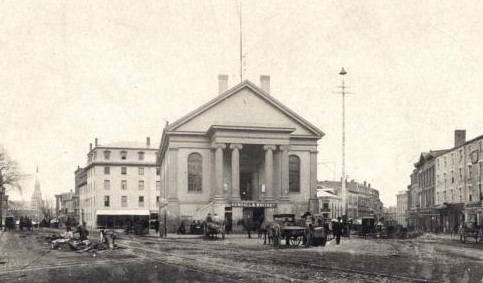
Здание мэрии Портленда, рядом с которой произошёл бунт

Через два месяца своего срока Доу непреднамеренно нарушил собственный запретительный закон. Создав комитет по выдаче алкоголя для медицинских и промышленных целей (единственно разрешенных целей), Доу заказал алкоголь на сумму 1600 долларов и поместил его в мэрию. Доу забыл назначить официального агента, который бы хранил его там; поскольку счет был на его имя, это было фактическим нарушением закона. Враги Доу воспользовались ошибкой и потребовали, чтобы полиция обыскала муниципальное здание на предмет нелегального алкоголя. Поскольку недавние дополнения к закону штата Мэн позволяли это, у судьи не было иного выбора, кроме как выдать ордер. Полиция изъяла алкоголь, но не арестовала Доу.
В тот вечер, 2 июня, толпа противников запрета собралась, чтобы потребовать соблюдения закона, выкрикивая угрозы разлить «ликёр Нила Доу». Доу приказал милиции штата блокировать протестующих и заставил шерифа зачитать толпе Закон о беспорядках. Когда наступила темнота, Доу приказал толпе разойтись; когда они отказались, он приказал милиции открыть огонь. Один человек был убит и семеро ранены, после чего толпа разбежалась. Узнав о гибели людей, Доу заявил, что стрельба была оправданной.
Насилие настроило общественное мнение против Доу, и его осудили в газетах по всей стране. Его судили за нарушение сухого закона; прокурором был бывший генеральный прокурор США Натан Клиффорд, давний противник Доу, а адвокатом защиты был соучредитель Общества трезвости штата Мэн, будущий сенатор Уильям Фессенден. Доу был оправдан, но его противники убедили коронера сформировать коллегию присяжных, которая объявила смерть протестующего убийством. В конечном итоге он был оправдан по этому обвинению, но его популярность пострадала, и он отказался баллотироваться на переизбрание на пост мэра.

### Член законодательного собрания Мэна
Вскоре республиканцы проиграли выборы губернатора, а в 1856 году демократы объединились с оставшимися вигами в законодательном собрании и полностью отменили закон штата Мэн. Некоторые другие штаты, принявшие аналогичные законы, последовали их примеру. Доу продолжал путешествовать по США и Великобритании, выступая в поддержку сухого закона, но без видимых законодательных результатов. В 1858 году в штате Мэн был принят новый, гораздо более мягкий закон штата Мэн, который не понравился Доу, но который он поддержал как лучший, чем никакой.
В 1858 году Доу выиграл дополнительные выборы в Палату представителей штата Мэн как республиканец, когда один из избранных членов отказался от должности. Он был переизбран на полный срок в 1859 году и продолжал агитировать за более строгие законы о запрете, но безуспешно. Также Доу оказался втянут в финансовый скандал, когда государственный казначей Бенджамин Пек ссужал государственные средства частным лицам (включая Доу), нарушая закон штата. Пек ссужал себе крупные суммы, которые были потеряны, когда его деловые начинания потерпели неудачу. Доу гарантировал часть займов Пека и столкнулся с крахом, когда стало ясно, что Пек не сможет вернуть государственную казну. Доу смог урегулировать долги и скрыть большую часть своей роли в этом деле, но скандал стал достаточно известным, чтобы некоторые из его многочисленных врагов напали на него в местных газетах. Даже некоторые из его союзников стали менее открыто поддерживать его, после чего он не стал баллотироваться на переизбрание.

## Гражданская война

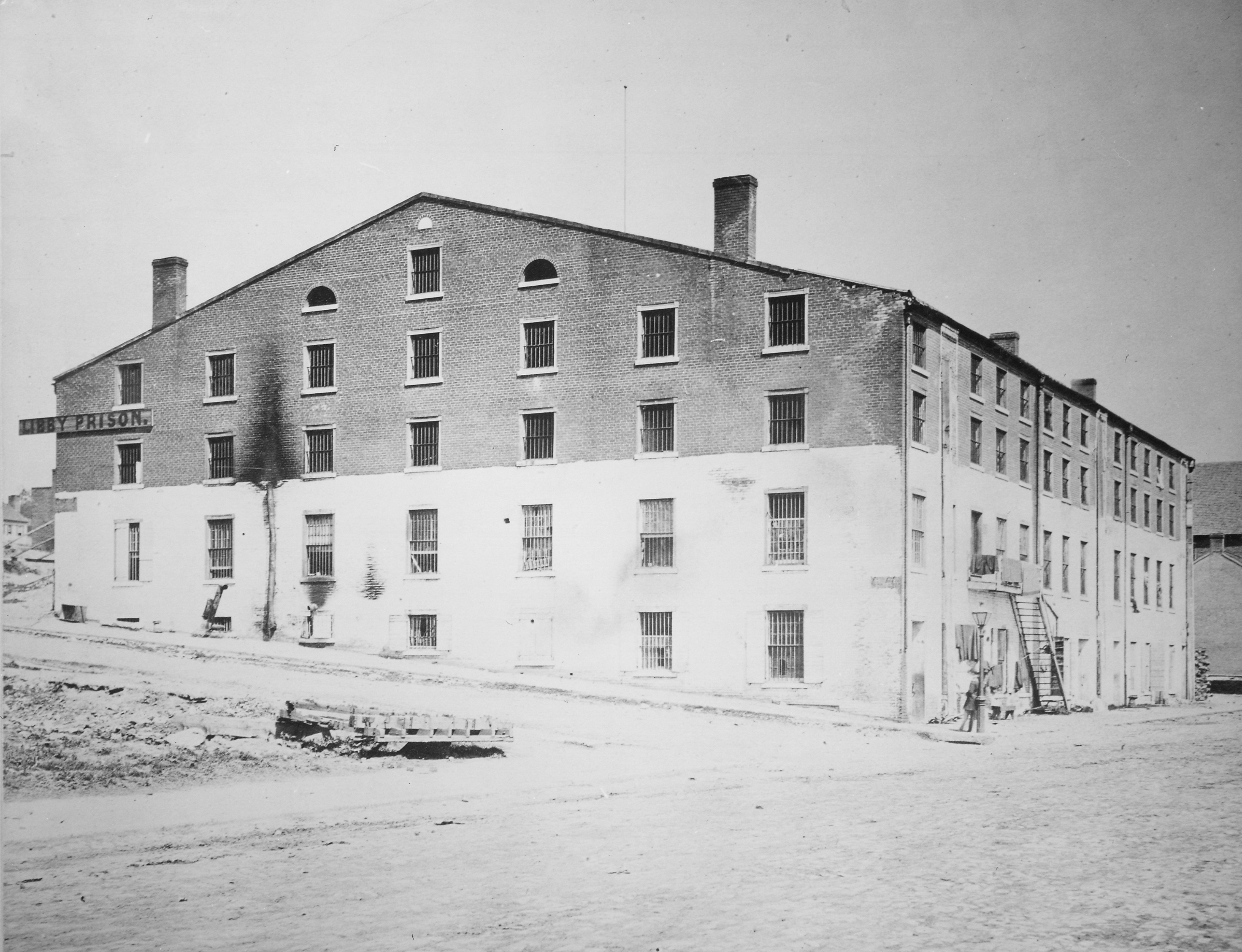
Тюрьма Либби, в которой находился Доу

Доу продолжал продвигать сухой закон после ухода с должности, но также присоединился к растущему движению за отмену рабства. Несколько рабовладельческих штатов отделились после победы кандидата в президенты от республиканской партии Авраама Линкольна на выборах 1860 года и образовали Конфедеративные Штаты Америки; Доу призывал к подавлению восстания и отмене рабства еще до начала Гражданской войны. На момент начала войны ему было 57 лет, и он был полон решимости остаться дома, заниматься своим бизнесом и заботиться о своем стареющем отце. Однако после нападения Конфедерации на форт Самтер Доу почувствовал себя обязанным присоединиться к делу Союза. 23 ноября 1861 года губернатор Мэна Израэль Уошберн назначил его полковником 13-го добровольческого пехотного полка штата Мэн. Многие из офицеров, которых Доу набрал для этого дела, были его соратниками из движения за сухой закон. В конечном итоге Доу получил звание бригадного генерала, но был ранен при осаде Порт-Гудзона и позже взят в плен. Доу доставили на фургоне и поезде в Джексон в штате Миссисипи, затем в Монтгомери в штате Алабама, после чего он был заключён в тюрьму Либби в Ричмонде, штат Виргиния, столице Конфедерации. Затем его перевели в Мобил, где должностные лица Конфедерации расследовали, вооружил ли Доу рабов для борьбы с ними, что Конгресс Конфедерации объявил тяжким преступлением. Доу сделал это, но его прокуроры не смогли найти никаких доказательств таких действий после принятия закона, поэтому обвинения были сняты, и Доу вернули в тюрьму Либби. Он оставался там до февраля 1864 года, когда его обменяли на пленного генерала Конфедерации Уильяма Генри Фицхью Ли, сына генерала Роберта Ли. Его здоровье было подорвано тюремным опытом, и, проведя несколько месяцев в Портленде, он уволился из армии в ноябре 1864 года.

## Послевоенная жизнь

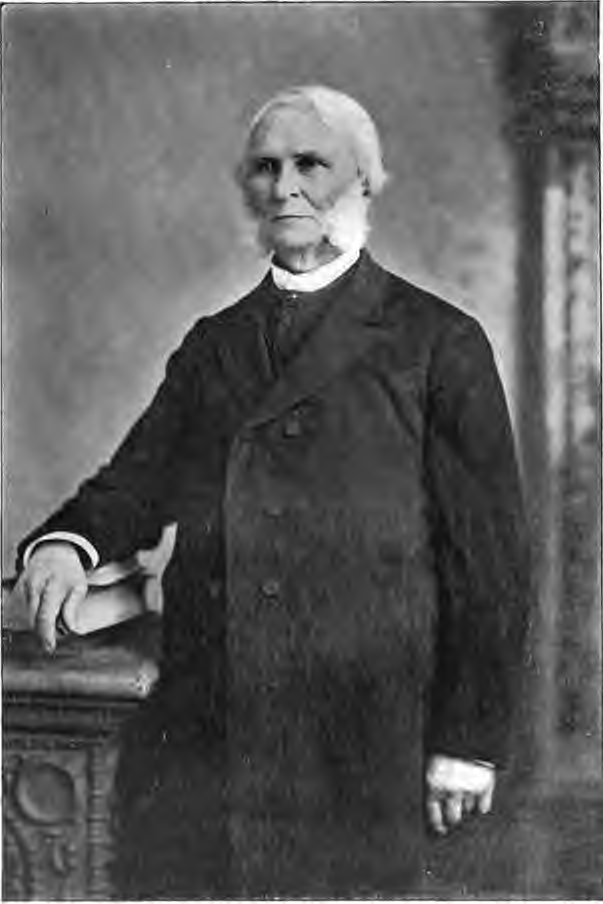
Доу в возрасте 87 лет

После войны Доу вернулся к руководству движением за сухой закон, став соучредителем Национального общества трезвости и издательства вместе с Джеймсом Блэком в 1865 году. Доу провел оставшиеся 1860-е и 1870-е годы, выступая с речами в поддержку трезвости в Соединенных Штатах, Канаде и Великобритании. Его усилия не принесли большого успеха, поскольку общественность в целом выступала против запрета, а алкогольная промышленность была лучше организована, чтобы сопротивляться. Доу приложил много усилий для организации и выступления с речами в поддержку Либеральной партии перед британскими выборами 1874 года, поскольку их лидер Уильям Гладстон симпатизировал запрету; либералы решительно проиграли, в чем Гладстон и Доу обвинили интересы производителей спиртных напитков. Доу продолжал продвигать сухой закон в Великобритании до мая 1875 года, после чего вернулся домой.
Доу выступал против личных призывов к трезвости, заявляя, что единственный способ борьбы с пьянством — «больше тюрем для негодяев». На выборах 1876 года он поддержал Ратерфорда Хейса, республиканца и трезвенника. В следующем году законодательный орган штата Мэн усилил сухой закон, запретив дистилляцию в штате. Несмотря на эту незначительную победу, Доу начал злиться на Республиканскую партию, считая их недостаточно преданными делу сухого закона и разочарованный их неспособностью защитить права южных чернокожих, когда Реконструкция подошла к концу. Другие сторонники трезвости чувствовали то же самое, и некоторые из них организовали новую Партию сухого закона в 1869 году. Сторонники сухого закона сосредоточили свои усилия на запрете алкоголя, исключив все другие вопросы. Большинство членов партии были выходцами из пиетистских церквей, и бывшими республиканцами. Они получили очень мало голосов на президентских выборах 1872 и 1876 годов, но поскольку сторонники трезвости постепенно разочаровывались в Республиканской партии, они надеялись привлечь больше голосов в 1880 году.

### Президентская кампания 1880 года
В 1880 году республиканцы Мэна отказались принять больше антиалкогольных законов, и Доу вышел из партии, чтобы присоединиться к сторонникам сухого закона; таким образом он стал самым видным членом партии. Его друг и союзник Джеймс Блэк предложил внести имя Доу в список кандидатов на пост президента на съезде 1880 года, на что бывший мэр согласился. Съезд, на котором присутствовали делегаты из двенадцати штатов, состоялся в Кливленде в июне, но почти не привлек внимания прессы. Сам Доу не присутствовал, оставшись дома со своей больной женой (кандидаты на выдвижение от партии часто не присутствовали на съездах лично в то время). Он был выдвинут на пост президента от партии.
Доу в основном проигнорировал всеобщие выборы, сосредоточившись на агитации за кандидатов, выступающих за трезвость, на местных выборах в штате Мэн. Республиканцы, в особенности Джеймс Блейн, оказывали давление на Доу, добиваясь того, что он снял свою кандидатуру, из-за опасений, что партия сухого закона отберёт у кандидата республиканцев Джеймса Гарфилда голоса, необходимые для победы. Доу отказался снять своё кандидатуру. В итоге общее количество его голосов оказалось слишком малым, чтобы навредить Гарфилду. Доу набрал 10 305 голосов, 0,1% от общего числа. Гарфилд с небольшим перевесом одержал победу над демократом Уинфилдом Скоттом Хэнкоком по результатам народного голосования, но в коллегии выборщиков он получил явное большинство. Доу не был недоволен результатом, но был рад, что республиканцы одержали победу над «бывшими рабовладельцами-мятежниками».

### Поздние годы

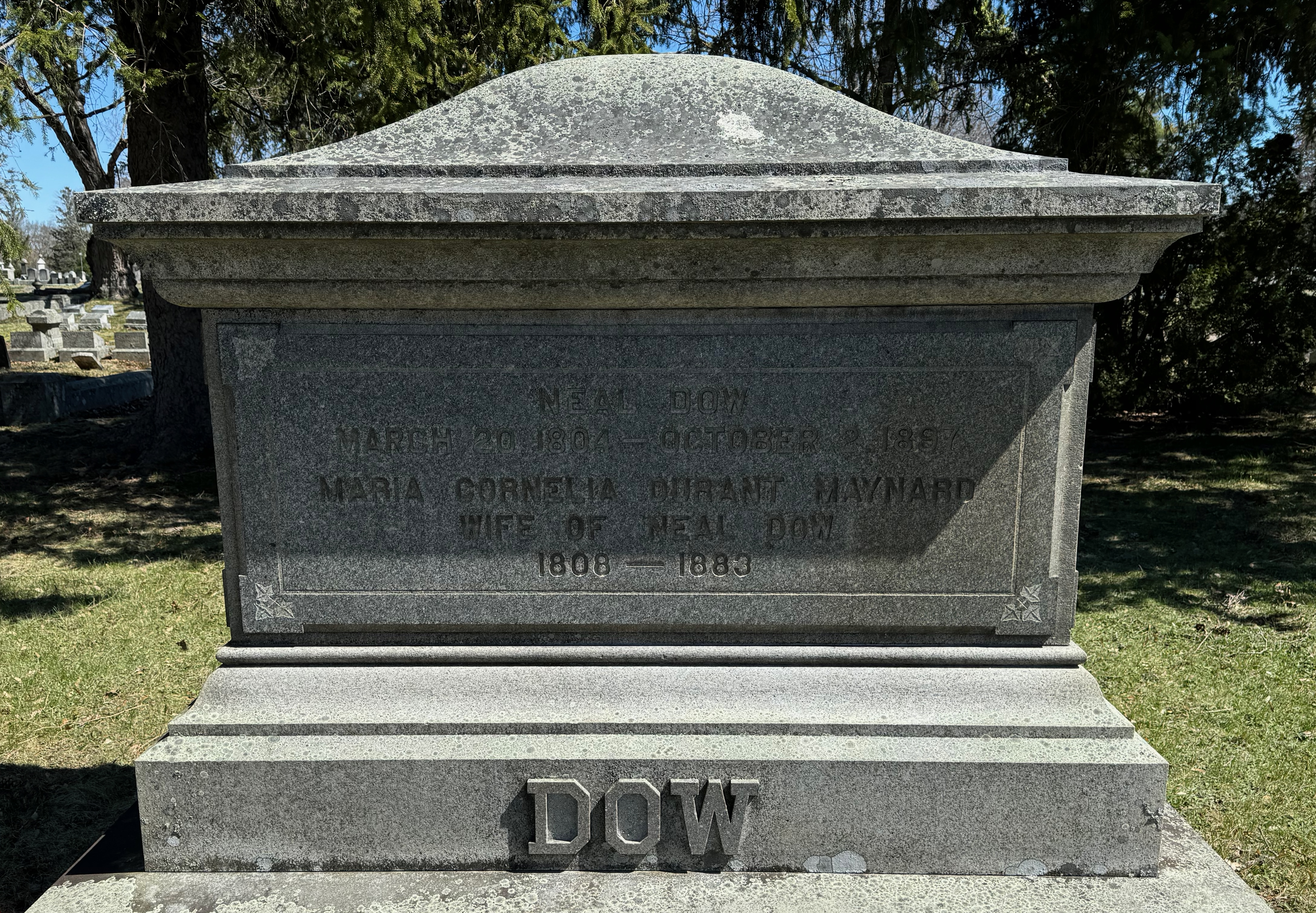
Могила Нила Доу на Эвергрин (кладбище)

После выборов Доу снова начал работать с республиканцами в Мэне, чтобы продвигать вопросы сухого закона, и в 1884 году поддержал своего земляка из Мэна и кандидата от республиканцев на пост президента Джеймса Блейна. Блейн проиграл выборы с небольшим перевесом, что стало первым поражением республиканцев за 28 лет, после чего многие республиканцы обвинили в поражении Партию сухого закона, голоса за которую могли украсть у Блейна победу в штате Нью-Йорк (а вместе с ней и большинство в коллегии выборщиков). Возмущенные республиканцы в Мэне отказались продвигать какие-либо дополнительные законы о сухом законе, в результате чего Доу окончательно порвал с ними в 1885 году. На выборах 1886 года он горячо выступал против своей бывшей партии и в поддержку кандидата от Сухого закона на пост губернатора. В 1888 году в возрасте 84 лет Доу принял номинацию Партии сухого закона на пост мэра Портленда, должность, которую он занимал более тридцати лет назад. Демократы не смогли определиться с кандидатом, поэтому они поддержали своего бывшего врага в попытке сместить действующего республиканца. Многие обычные демократы отказались поддержать его, и в итоге Доу проиграл выборы со счетом 1934 голоса против 3504. Позже в том же году Доу посетил Национальный съезд Партии сухого закона 1888 года в Индианаполисе. Там он призвал к секционному единству между севером и югом и высказался против «размахивания окровавленной рубашкой». Он также высказался против политической целесообразности поддержки партией избирательного права женщин, хотя лично он одобрил эту идею.
Корнелия Доу умерла в 1883 году, но незамужняя дочь Доу, также по имени Корнелия, жила с отцом и помогала ему в борьбе за воздержание. В 1891 году сын Доу Фредерик и его семья также переехали к бывшему мэру. Фредерик оставался активным членом Республиканской партии и был редактором Portland Evening Express. Несмотря на падение с лошади в 1890 году, Доу оставался в добром здравии, читал и писал о своем знаковом вопросе, но меньше путешествовал. На его девяностолетии в 1894 году присутствовало много людей. В 1895 году он произнес свою последнюю публичную речь, в которой раскритиковал городское правительство за то, что оно не обеспечивало соблюдение сухого закона. Также Доу начал писать свои мемуары, но умер 2 октября 1897 года, не завершив книгу. Тело Доу было выставлено для прощания во Второй приходской церкви в Портленде, прежде чем его похоронили на городском кладбище Эвергрин.